# 静電容量
静電容量（せいでんようりょう、英: electrostatic capacity）は、コンデンサなどの絶縁された導体において、どのくらい電荷が蓄えられるかを表す量である。電気容量（でんきようりょう、英: electric capacity）、またはキャパシタンス (英: capacitance)とも呼ばれる。

## 定義
静電容量は単位電圧あたりの蓄えられた電荷として与えられる。量記号は C 、単位はファラド F を用いる。ある物体に 1 Vの電圧を与えたとき、1 Cの電荷を蓄えたならば、その物体の静電容量は 1 Fである。
1 Fという静電容量は非常に大きなものである。通常、我々の周囲で用いられる電子部品としてのコンデンサでは、1 Fの100万分の1 (10−6) のマイクロファラド μF や、1兆分の1 (10−12) のピコファラド pF が多く用いられる。

## 孤立した導体の静電容量
電気的に孤立した導体の静電容量を C 、導体に蓄えられている電荷を Q 、無限遠点を基準とした電位を V とすると静電容量は次の式で表される。
{\displaystyle C={\frac {Q}{V}}\,}
導体が球状で、電気的に孤立している場合は、次のようになる。
{\displaystyle C=4\pi {\varepsilon _{0}}{a}\,}

## 平行平板導体の静電容量
面積 S 、間隔 d の2枚の平行導体の間に、誘電率 ε の誘電体が均一に充填されている物体がある。
平板の片方に +Q 、もう一方に −Q の電荷を与えたとき、平板間が平等電界となるのでそれを E  とすると、ガウスの法則より次のようになる。
{\displaystyle ES={\frac {Q}{\varepsilon }}}
{\displaystyle E={\frac {Q}{\varepsilon S}}}
また、平板導体間の電圧を V とすると次のようになり、この物体の静電容量 C が求められる。
{\displaystyle V=Ed={\frac {Qd}{\varepsilon S}}}
{\displaystyle C={\frac {Q}{V}}={\frac {\varepsilon S}{d}}}

## 静電容量の合成

### 静電容量の並列接続
静電容量の並列接続を行った場合、その合成静電容量 C は、各静電容量 Ci に対しそれぞれ等しい全電圧 V がかかるため、そのときの電荷を Q とすると、次のようになる。
{\displaystyle C={\frac {Q}{V}}={\frac {V\sum _{i=1}^{n}C_{i}}{V}}=\sum _{i=1}^{n}C_{i}}
合成静電容量は、各静電容量の総和に等しい。

### 静電容量の直列接続
静電容量の直列接続を行った場合、全体に V の電圧をかけ、そのときの各素子間に電荷が流れ込まないため電荷が等しくなるのでそれを Q とする。その合成静電容量 C は、各静電容量 Ci に電圧 Vi がかかるとすると次のようになる。
{\displaystyle V_{i}={\frac {Q}{C_{i}}}}
{\displaystyle V=\sum _{i=1}^{n}V=Q\sum _{i=1}^{n}{\frac {1}{C_{i}}}}
{\displaystyle C={\frac {Q}{V}}={\frac {Q}{Q\sum _{i=1}^{n}{\frac {1}{C_{i}}}}}={\frac {1}{\sum _{i=1}^{n}{\frac {1}{C_{i}}}}}}
{\displaystyle {\frac {1}{C}}=\sum _{i=1}^{n}{\frac {1}{C_{i}}}}
合成静電容量は、各静電容量の逆数の総和の逆数に等しい。
また、各静電容量の電圧分担は次のようになる。
{\displaystyle V_{i}={\frac {Q}{C_{i}}}={\frac {C}{C_{i}}}V}

## エラスタンス
静電容量の逆数をエラスタンス（英: elastance）という。単位は毎ファラド (F−1)。
SI単位ではないが、ダラフ （英: daraf）という単位が用いられることもある。これは静電容量の単位であるファラド (farad) を逆につづったもので、電気工学者のアーサー・エドウィン・ケネリーが1936年に命名したものである。1毎ファラドは1ダラフに等しい。